# لابتشي تسوي
وُلد لابتشي تسوي (بالانجليزية: Lap-Chee Tsui) (بالصينية: 徐立之) من أصل صيني كندي، وهو عالم وراثة عمل بمنصب نائب مستشار الرئيس الرابع عشر لجامعة هونغ كونغ.

## مهنته
في الفترة من عام 1981 حتى عام 2002، واصل تسوي أبحاثه وتعليمه في مستشفى الأطفال المرضى وفي جامعة تورنتو كبديل لذلك. قبل تعيينه لمنصب نائب مستشار الرئيس، كان يعمل في منصب رئيس قسم الوراثة ورئيس برنامج علم الوراثة وعلم الأحياء الوراثي التابع لمعهد الأبحاث في مستشفى الأطفال المرضى، إلى جانب أنه كان مؤسس مشارك (مع الدكتور ستيف دبليو شيرير) لمركز علوم أبحاث الوراثة التطبيقية. تقلَّد أيضًا منصب رئيس مجلس إدارة شركة سيتيك فيبروسيس وعمل كأستاذ جامعي في جامعة تورنتو. عمل كرئيس منظمة مشروع الجينوم البشري (إتش يو جي أو)، وهي المنظمة الدولية للعلماء المشاركين في مشروع الجينوم البشري من عام 2000 حتى عام 2002.
عمل تسوي أيضًا مع لجان تحرير لحوالي عشرين صحيفة ومجلة علمية دولية، بالإضافة إلى انخراطه بالعمل مع العديد من لجان المراجعة العلمية واللجان الاستشارية الوطنية والدولية، بما فيها مجلس البحوث الطبية في كندا ولجنة فرقة العمل الكندية المعنية ببحوث الجينوم ولجنة التوجيه العلمية التابعة للمعهد الوطني للعلوم البيولوجية واللجنة الاستشارية العلمية التابعة للمركز الوطني الصيني لتنمية التكنولوجيا الأحيائية ومنظمة الجينوم البشرية. وهو يعمل حاليًا كعضو في لجنة توصية الموظفين القضائيين، ومجلس التنمية المستدامة واللجنة التنفيذية، واللجنة التنفيذية للجنة التنمية الاستراتيجية التابعة لحكومة منطقة هونغ كونغ الإدارية الخاصة.
عُيِّن نائبًا لمستشار الرئيس في جامعة هونغ كونغ في مايو من عام 2002 وتولَّى منصبه نائب المستشار الرابع عشر لرئيس الجامعة اعتبارًا من 1 سبتمبر عام 2002 حتى أكتوبر من عام 2011، وبعد ذلك، قرَّر عدم طلب إعادة التعيين، وبقي يعمل حتى 31 مارس من عام 2014.

## المساهمات الأكاديمية
أصبح تسوي مشهورًا على الصعيد الدولي في عام 1989 عندما حدَّد هو وفريقه الجين المعيب، أي الذي يُدعى منظم موصلية التليف الكيسي عبر الغشاء (سي إف تي آر)، والذي يسبب التليف الكيسي، وهو إنجاز كبير في علم الوراثة البشرية. قدم تسوي أيضًا مساهمات كبيرة في دراسة الجينوم البشري، وخاصةً وصف الصبغي 7، وتحديد جينات إضافية للأمراض.

## النزاع
أصبح تسوي موضوع جدل كبير بعد زيارة نائب رئيس مجلس الدولة الصيني لي كه تشيانغ إلى حفل الذكرى المئوية لجامعة هونغ كونغ في 18 أغسطس من عام 2011. أثناء زيارة نائب رئيس الوزراء، استخدمت الشرطة ما خلَّصت إليه المراجعة من قوة غير ضرورية وغير مبررة لدفع بعض الطلاب إلى درج بعيد عن نائب رئيس الوزراء. اتَّهم الطلاب تسوي فيما بعد بالترافع للحكومة المركزية الصينية والفشل في حماية حرية الطلاب في التعبير والحريات الأكاديمية.
اعترف تسوي في بيان صدر عن جامعة هونغ كونغ بأنه كان من الممكن تخطيط الترتيبات الأمنية وتنظيمها بشكل أفضل. ووجَّه اعتذاره أيضًا لطلاب وخريجي الجامعة لعدم تمكنه من منع الحادث المؤسف. وأكَّد لهم أن «حرم الجامعة ينتمي إلى الطلاب والمعلمين وسيظل دائمًا مكانًا لحرية التعبير».